# Dnipro Arena

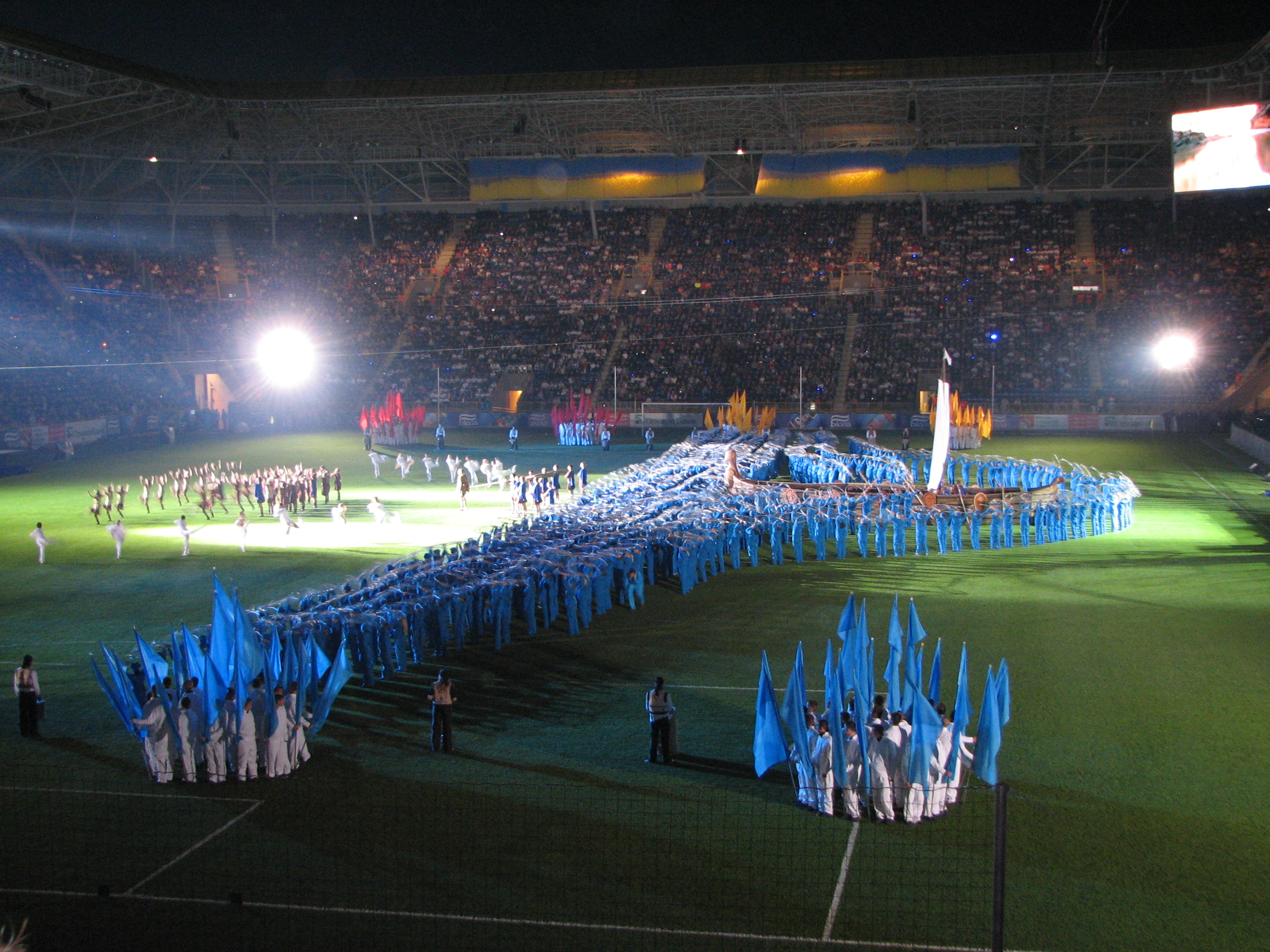
Ceremonia otwarcia stadionu

Stadion "Dnipro Arena" (ukr. Стадіон «Дніпро-Арена», ang. Dnipro Arena) – stadion piłkarski w Dnieprze na Ukrainie.
Został otwarty 14 września 2008.
Dnipro Arena miała być pierwszym obiektem na Ukrainie, gotowym do przyjęcia finałów EURO 2012, jednak 13 maja 2009, UEFA wykluczyła ówczesny Dniepropetrowsk i Odessę z organizacji tej imprezy. Obiekt ma pojemność 31 tysięcy widzów, w tym prawie 300 miejsc w sektorze VIP.
Budowa stadionu ruszyła wiosną 2005 roku na miejscu byłego stadionu Metałurh i została sfinansowana przez właściciela klubu piłkarskiego Dnipro, jednego z najbogatszych Ukraińców Ihora Kołomojskiego. Obiekt został ukończony w 2008 roku.